# صفط الشرقية
قرية صفط الشرقية هي إحدى القرى التابعة لمركز الواسطى في محافظة بني سويف في جمهورية مصر العربية. حسب إحصاءات سنة 2006، بلغ إجمالي السكان في صفط الشرقية 11987 نسمة، منهم 6154 رجل و5833 امرأة.